# Шевелевская (река)
Шевелевская — река в России, протекает по Мантуровскому и Макарьевскому районам Костромской области. Устье реки находится в 97 км от устья Унжи по правому берегу. Длина реки составляет 10 км.
Исток реки расположен в лесах северо-западнее деревни Полома в 33 км к юго-западу от Мантурово. Течёт на юг, пересекает у деревень Хлябишино (Мантуровского района) и Фёдоровское (Макарьевского района) автотрассу Р98 на участке Макарьев — Мантурово. Несколькими километрами ниже впадает в Унжу.

## Данные водного реестра
По данным государственного водного реестра России относится к Верхневолжскому бассейновому округу, водохозяйственный участок реки — Унжа от истока и до устья, речной подбассейн реки — Бассей притоков Волги ниже Рыбинского водохранилища до впадения Оки. Речной бассейн реки — (Верхняя) Волга до Куйбышевского водохранилища (без бассейна Оки).
Код объекта в государственном водном реестре — 08010300312110000016027.